# Alain I van Rohan
Alain I van Rohan, bijgenaamd de Zwarte (le Noir) (1084 - 1147), was de eerste burggraaf van Rohan, burggraaf van Castelnoec, de derde zoon van Odo I van Porhoët, burggraaf van Rennes, en Emma van Léon (dochter van Guyomarch II, burggraaf van Léon).

## Biografie
Hij erfde rond 1116 het hele westelijke deel van Porhoët, destijds dunbevolkt. Hij bezat een kasteel te Castennec (in Bieuzy) en bouwde een ander aan de oevers van de Oust, en noemde deze Rohan. Hij nam vervolgens de naam Alain I van Rohan aan en gaf deze naam door aan zijn nakomelingen. Hij liet ook het eerste kasteel van de Zalen van Rohan oprichten op de plaats van een mottekasteel in het bos van Quénécan op de grans van Sainte-Brigitte met Perret. Hij noemde zichzelf Alanum vicecomitem in 1118 toen zijn (oudere) broer Godfried van Porhoët (Gaufredus vicecomes filius Eudonis) het habijt aantrok en aan de monniken van Saint-Martin de Josselin zijn deel van de tiendes van de parochie van Guillac schonk.
In 1128 maakte Alain de Rohan van zijn kasteel Rohan zijn vaste residentie. Nadat hij de priorij de la Coarde te Castennec had gesticht, ten gunste van de monniken van Redon, stichtte hij een priorij, ten gunste van de abdij van Marmoutier, in de nabijheid van het kasteel Rohan:
l'année de l'Incarnation du Seigneur 1128, sous le règne de Louis, Conan étant comte de Bretagne, moi Alain, vicomte, j'ai donné et donne à Saint-Martin et aux moines du monastère situé près du château de Josselin, tout le bourg situé devant la porte de mon nouveau château appelé Rohan, et le terrain s'étendant au midi jusqu'à la rivière l'Oust à la condition d'y établir une église et un cimetière... plus un moulin, la moitié d'une villa, les dîmes et droits de la paroisse de Crédin.... à charge de prier pour moi et pour mes défunts. Fait en notre château de Rohan, sous le sceau et avec notre paraphe. A. de Rohan.
In twee jaar tijd zouden de monniken de Sint-Martinuskerk bouwen en een kerkhof oprichten.

## Nakomelingen
Hij had twee ons bekende zonen:
- Alain II van Rohan, tweede burggraaf van Rohan, gestorven na 1160,
- Josselin van Rohan-Montauban, stamvader van de zijtak van de heren van Montauban